# Crkva sv. Ivana i Teodora u Bolu
Crkva sv. Ivana i Teodora nalazi se u Bolu na otoku Braču.

## Opis
Crkva sv. Ivana podignuta je na zapadnoj strani poluotoka Glavice na prostoru kasnoantičkog castruma. Jednobrodna građevina s četvrtastom apsidom ima više građevnih faza od 7. do 11. stoljeća. U unutrašnjosti je presvođena bačvastim svodom i raščlanjena nišama, a pokrivena je bazilikalnim krovom od kamenih ploča. Prilikom pregradnje 11. st. u unutrašnjosti su prizidani pilastri spojeni lukovima koji pridržavaju novi bačvasti svod. Iza pilastara pronađene su freske s florealnim motivima i marmoriziranim poljima. Pred crkvom je otkrivena velika prostorija ukrašena freskama s motivom mramornih oplata u koju je bila uzidana cisterna presvođena bačvastim svodom.
U neposrednoj blizini je i dominikanski samostan i crkva sv. Marije Milosne te bolsko groblje.

## Zaštita
Pod oznakom Z-4773 zavedena je kao nepokretno kulturno dobro - pojedinačno, pravna statusa zaštićena kulturnog dobra.

## Vanjske poveznice
|  | Zajednički poslužitelj ima još gradiva o temi Crkva sv. Ivana i Teodora u Bolu |